# Hydraulisch-hybride aandrijving
Een hydraulisch-hybride aandrijving is een hybride aandrijving die gebruikmaakt van een combinatie van een verbrandingsmotor en aandrijving door middel van hydrauliekolie. Het is een ontwikkeling van de Amerikaanse auto-industrie.

## Werkingsprincipe
Net als een hybride-elektrisch voertuig, zoals de Toyota Prius beschikt een hydraulisch-hybride voertuig over twee soorten aandrijving. In plaats van een elektrische aandrijving wordt  als tweede aandrijving hydrauliek gebruikt. De energie wordt niet in accu's opgeslagen, maar door een gas (stikstof) in cilinders samen te persen met een hydraulische vloeistof. Tijdens het remmen (of onderbelasting van de motor) wordt hydraulische vloeistof overgepompt van een lagedrukcilinder naar een hogedrukcilinder. Tijdens acceleratie laat men weer vloeistof teruglopen via een pomp, om daarmee de motor te ondersteunen.
Er zijn twee soorten hybride hydraulische aandrijvingen: parallelle systemen en seriële systemen. Bij een parallel systeem is de traditionele aandrijflijn van verbrandingsmotor, transmissie en overbrenging nog intact. De hydraulische pomp draagt zijn energie over aan (en onttrekt zijn energie van) de overbrenging. Bij een serieel systeem drijft de verbrandingsmotor alleen een hydraulische pomp aan. Een tweede hydraulische pomp drijft de wielen aan. Er is geen transmissiesysteem.

## Voor- en nadelen
Het grote voordeel is dat er geen accu's nodig zijn (die zijn duur en zwaar). Zeker voor zware voertuigen is een systeem met hogedrukcilinders veel goedkoper dan accu's. Ook zijn er combinaties mogelijk in voertuigen die hydrauliek gebruiken, bijvoorbeeld vuilniswagens.
Een nadeel is dat opslag van energie door het samenpersen van een gas een lagere energiedichtheid heeft dan opslag van energie in accu's, waardoor het systeem meer ruimte inneemt dan een hybride elektrisch systeem.